# Княжево (Архангельська область)
Княжево (рос. Княжево) — присілок в Котлаському районі Архангельської області Російської Федерації.
Населення становить 20 осіб. Входить до складу муніципального утворення Котласький муніципальний округ.

## Історія
До 2022 року входило до складу муніципального утворення Шипицинське поселення.

## Населення
| 2002 | 2010 | 2012 |
| ---- | ---- | ---- |
| 23   | ↘16  | ↗20  |